# Scaftworth
Scaftworth is een civil parish in het bestuurlijke gebied Bassetlaw, in het Engelse graafschap Nottinghamshire. In 2001 telde het dorp 61 inwoners. Scaftworth komt in het Domesday Book (1086) voor als Scafteorde.